# Max Oettli (Pädagoge)

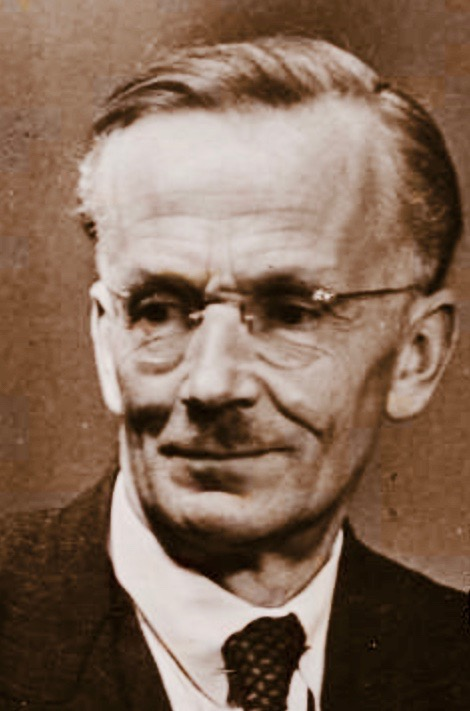
Max Oettli, um 1945

Max Oettli (* 28. Januar 1879 in Wigoltingen; † 5. Dezember 1965 in Steckborn) war ein schweizerischer Pädagoge.

## Familie
Max Oettli war der Sohn von Johann Heinrich Oettli und Mathilde Oettli, geborene Zollikofer. Sein Vater war Leiter der Zwangsarbeitsanstalt Kalchrain und Verwalter des Schlosses Altenklingen. Im Dezember 1905 heiratete Max Oettli die aus Charkiw stammende Natalie „Tata“ Kirpitschnikowa. Das Ehepaar bekam sechs Kinder, eines davon war Marie-Louise „Mascha“ Oettli (1908–1997). Im Jahr 1930 liess sich das Ehepaar scheiden.

## Ausbildung
Max Oettli studierte am Eidgenössischen Polytechnikum in Zürich Naturwissenschaften, erhielt 1902 das Fachlehrer-Diplom. An der Universität Zürich promovierte er über die Ökologie der Felsflora des Alpsteins.

## Berufliche Entwicklung
Von 1902 bis 1921 war Oettli als Lehrer für Naturkunde am Landerziehungsheim Glarisegg tätig. Er förderte von Schülern im Unterricht selbst ausgeführte naturwissenschaftliche Experimente und veröffentlichte dazu 1919 ein Buch mit dem Titel Das Forscherbuch. Er gehörte der Jugendschriftenkommission des Schweizerischen Lehrervereins an.
Im Frühjahr 1921 siedelte die Familie nach Vers-chez-les-Blanc bei Lausanne um. Max Oettli übernahm dort bis 1947 die Leitung der Schweizerischen Zentralstelle zur Bekämpfung des Alkoholismus in Lausanne. Er gründete die Geschäftsstelle der Vereinigung zur Aufklärung über die Tabakgefahren und stand dem Alkoholgegner-Bund vor.

## Werke
- Beiträge zur Ökologie der Felsflora. Untersuchungen aus dem Curfisten- und Sentisgebiet. Dissertation Universität Zürich. Raustein, Zürich 1905.
- Versuche mit lebenden Pflanzen. Für 12–14jährige Schüler aller Schulgattungen. Teubner, Leipzig 1914.
- Das Forscherbuch. Anregungen zu Beobachtungen und Versuchen. Rauscher & Cie., Zürich 1919.
- Schulversuche über die Verdauung. Anregung für den Unterricht an Mittelschulen. Fischer, Freiburg 1919.
- Versuche mit lebenden Bakterien. Eine Anleitung zum selbständigen Arbeiten. Franck, Stuttgart 1919.
- mit Hanns Günther, E. Rüst: Der Fortschritt. Naturwissenschaftlich-technisches Jahrbuch. In allgemeinverständlicher Darstellung mit besonderer Berücksichtigung der Schweiz. Rauscher & Cie., Zürich 1920.
- Erläuterungen zur Branntwein-Initiative. Hrsg. Schweizerische Geschäftsstelle für die Branntweininitiative. Lausanne 1921.
- Vollmost statt Gärmost. Übersicht über die gegenwärtigen Verfahren zur Frischhaltung von Obstsäften. Alkoholgegnerverlag, Lausanne 1924.
- Äpfel. Ein Beschäftigungsbuch für Natur- und Menschenfreunde. Anregungen zu Friezeitarbeiten mit Äpfeln und Birnen. Franck, Stuttgart 1925.
- Wohin mit den Kirschen? Wir essen sie. Hrsg. Schweizerische Zentralstelle zur Bekämpfung des Alkoholismus. Lausanne 1926.
- Alkohol-Produktion und Alkohol-Konsum als volkswirtschaftliches Problem. Gutzwiller, Zürich 1927.
- Für das Schweizer-Obst. Nationaler Verlag gegen die Schnapsgefahr, Zürich 1927.
- Pflaumen. Versuche mit Schimmel- und Hefepilzen. Haupt, Bern 1928.
- Fröhliche Wege zur Nüchternheit. Versuche mit Hefe und Schimmelpilzen. Neuland, Berlin 1929.
- Appetitliches und Unappetitliches. Versuche und Überlegungen zur Wertschätzung des Obstes. Francke, Bern 1930.
- Die Abstinenzbewegung in der Schweiz. Hrsg. Schweizerische Zentralstelle zur Bekämpfung des Alkoholismus. Schwabe, Lausanne 1935.
- Vererbung im Biologieunterricht. Anregungen zur Behandlung erbhygienischer Fragen in den oberen Mittelschulklassen. Hrsg. Hygienekommission der Schweiz. Francke, Bern 1944.
- Versuche mit Vitaminen. In: Gesunde Jugend. Heft 16. Hrsg. Schweizerischer Verein Abstinenter Lehrer und Lehrerinnen. Bern 1946.
- Anschauung überzeugt. Versuche und Hinweise für die Erziehung zur Volksgesundheit. Neuland, Hamburg 1960.